# لنگ پاین (نبراسکا)
لنگ پاین(به انگلیسی: Long Pine) شهری در ایالت نبراسکا کشور ایالات متحده آمریکا است که جمعیت آن در سرشماری سال ۲۰۱۰ میلادی، ۳۰۵ نفر بوده‌است.